# Mesoperla
Mesoperla is een geslacht van steenvliegen uit de familie borstelsteenvliegen (Perlidae). De wetenschappelijke naam van het geslacht is voor het eerst geldig gepubliceerd in 1913 door Klapálek.

## Soorten
Mesoperla omvat de volgende soorten:
- Mesoperla crucigera Klapálek, 1913